# Kritozaur
Kritozaur (łac. Kritosaurus, rozdzielony jaszczur) – rodzaj dinozaura kaczodziobego. Jego nazwa bywa błędnie interpretowana jako "nobliwy jaszczur", odnosi się ona do domniemanego orlego nosa zwierzęcia. Odnalezione szczątki nie obejmowały kompletnego obszaru nosowego, w dodatku kości nie były połączone stawowo, dlatego początkowo obszar ten zrekonstruowano jako płaski. Kritozaur żył około 73 milionów lat temu w późnokredowej Ameryce Północnej. Historia jego taksonomii jest skomplikowana, łączy się ona z takimi rodzajami, jak  Gryposaurus, Anasazisaurus i Naashoibitosaurus; kwestia ich odrębności pozostawała nierozwiązana, dopóki nie opisano bardziej wartościowych pozostałości kritozaura. Pomimo niedostatku szczątków, roślinożerca ten pojawiał się w literaturze przedmiotu. Do lat 90. XX wieku rodzaj ten często uznawano za synonim grypozaura – dinozaura znanego z o wiele bardziej kompletnych skamieniałości – dlatego jako kritozaur często przedstawiany był właśnie Gryposaurus.

## Morfologia
Jedynymi skamieniałościami należącymi z pewnością do Kritosaurus są niekompletna czaszka i żuchwa, a także niewypreparowane elementy szkieletu pozaczaszkowego. Większej części pyska, w tym kości przedszczękowej, brakuje. Na początku XXI wieku przedstawiono rekonstrukcję wykorzystującą nieumiejscowione wcześniej fragmenty, w której obecna jest część grzebienia przed oczami. Kształt całej struktury nie jest jednak znany. Długość czaszki szacuje się na 87 cm od czubka pyska do podstawy kości kwadratowej połączonej stawowo z żuchwą w tylnej części czaszki. Do potencjalnych autapomorfii kritozaura należą: kość przedzębowa bez ząbkowania, ostre, zmierzające w dół zgięcie szczęki w kierunku żuchwy oraz ciężka, prawie prostokątna szczęka.
Całkowitą długość zwierzęcia szacuje się na około 8 m.

## Klasyfikacja
Kritosaurus należy do rodziny hadrozaurów (dinozaurów kaczodziobych) i podrodziny Hadrosaurinae (lub Saurolophinae w rozumieniu Prieto-Márqueza). Jego pozycja filogenetyczna wewnątrz tej grupy nie jest jednak dokładnie poznana. Naashoibitosaurus i „K.” australis, bardzo do siebie podobne, w analizie filogenetycznej kaczodziobych przeprowadzonej przez Jacka Hornera i współpracowników tworzą klad z zaurolofem. W tej samej pracy Kritosaurus navajovius uznano za takson odrębny na poziomie gatunkowym i równocześnie za nomen dubium. Lokalizacja, czas oraz kilka cech budowy czaszki odróżniają kritozaura od nieco starszego od niego grypozaura, którego szczątki odnaleziono początkowo w Kanadzie.

## Historia odkryć

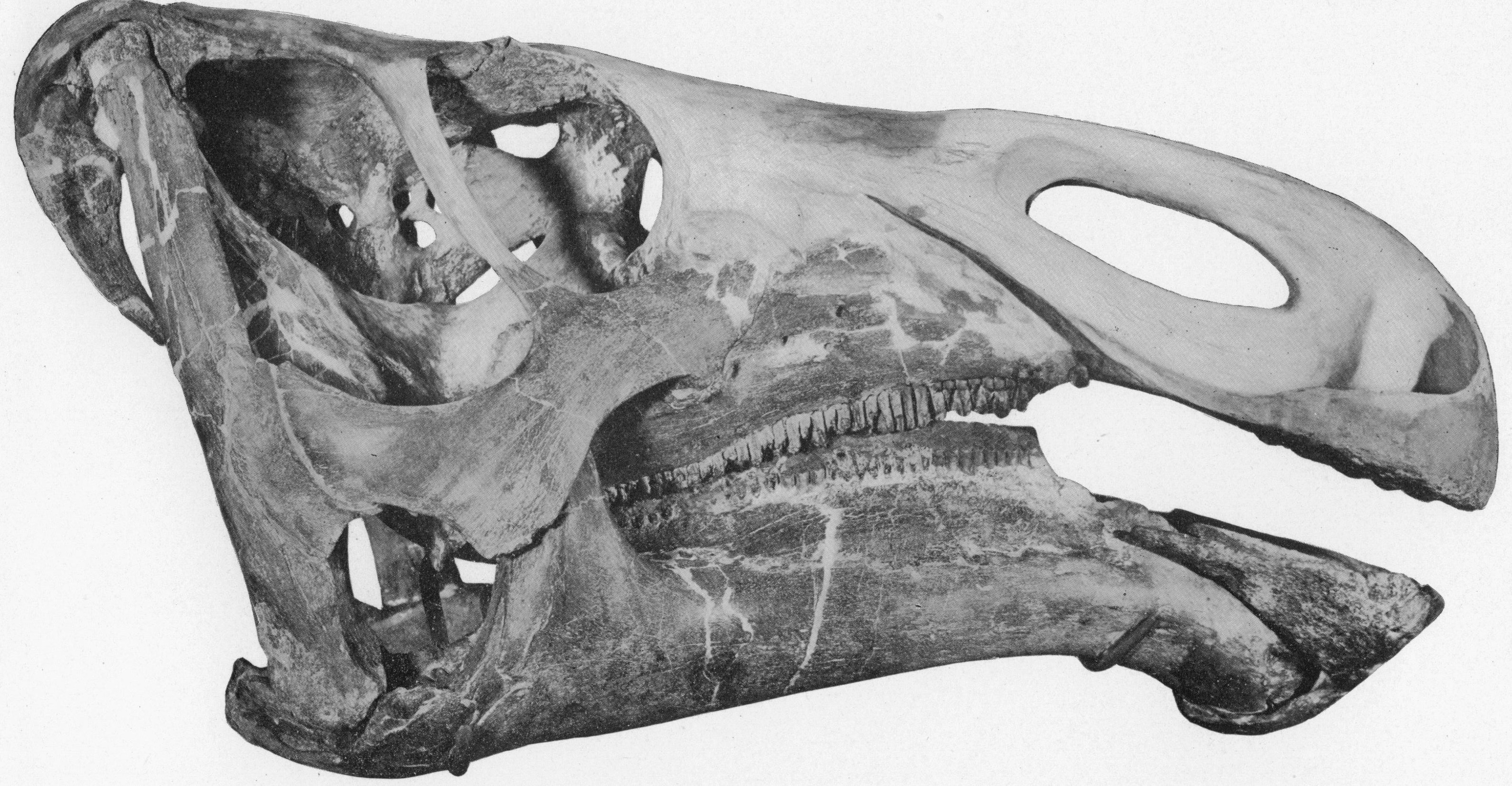
Wstępna płaskogłowa rekonstrukcja czaszki kritozaura według Barnuma Browna

W 1904 roku Barnum Brown odkrył holotyp (AMNH 5799) w pobliżu piaskowca Ojo Alamo w hrabstwie San Juan w Nowym Meksyku w USA, gdy kontynuował swą poprzednią ekspedycję. Początkowo nie potrafił jednoznacznie przypisać go do konkretnej jednostki stratygraficznej, lecz przed 1916 ustalił, że pochodzi ona z osadów należących obecnie do górnokampańskiego ogniwa De-na-zin formacji Kirtland. W czasie odkrycia większa część przodu czaszki była już zerodowana i niekompletna – Brown zrekonstruował ją wzorując się na szczątkach hadrozaura nazwanego później Anatotitan, pomijając wiele kawałków. Spostrzegł różnice w budowie skamieniałości, jednak przypisał je zmiażdżeniu szczątków. Początkowo chciał nadać swemu znalezisku nazwę Nectosaurus, zdał sobie jednak sprawę, że w ten sposób nazwano kalifornijskiego gada morskiego z triasu. Wyszło to na jaw dzięki pracy Jana Versluysa, który gościł u Browna przed zmianą. Epitet gatunkowy został utrzymany, co stworzyło kombinację K. navajovius.
W 1914 publikacja o mającym łukowaty pysk grypozaurze zmieniła poglądy Browna na anatomię pyska kritozaura. Zmienił swą rekonstrukcję, dodając łukowaty grzebień nosowy podobny do obecnego u grypozaura. Zsynonimizował też oba rodzaje, co wsparł Charles Whitney Gilmore. Było to uznawane przez lata dwudzieste XX wieku (William Parks początkowo opisał kanadyjski gatunek jako Kritosaurus incurvimanus. Obecnie jest on uznawany za synonim Gryposaurus notabilis) i stało się standardem po publikacji przez Richarda Swanna Lulla i Neldę Wright w 1942 wpływowej monografii na temat północnoamerykańskich hadrozaurów. Od tego czasu aż do roku 1990 do rodzaju Kritosaurus zaliczano gatunek typowy K. navajovius, a także K. incurvimanus i K. notabilis – wcześniejszy gatunek typowy grypozaura. Kiepsko znany Hadrosaurus breviceps (Marsh, 1889), opisany na podstawie kości zębowej z kampańskiej formacji Judith River w Montanie, także został przypisany do tego rodzaju przez Lulla i Wright, czego w dłuższej perspektywie nie zaakceptowano.
Pod koniec lat 70. i na początku 80. niektórzy autorzy sugerowali, że Hadrosaurus może być synonimem taksonów Kritosaurus, Gryposaurus, a nawet obu, szczególnie w na wpół specjalistycznych "słownikach dinozaurów". W pracy Davida Normana The Illustrated Encyclopedia of Dinosaurs użyto nazwy Kritosaurus dla kanadyjskich szczątków grypozaura, zaś zmontowany szkielet gatunku K. incurvimanus przypisano do rodzaju Hadrosaurus. W 1984 roku do rodzaju Kritosaurus włączony został kolejny gatunek, gdy argentyński paleontolog José Bonaparte i współpracownicy nadali nazwę K. australis (łac. australis – południowy) kościom dinozaura kaczodziobego z późnego kampanu lub wczesnego mastrychtu formacji Los Alamitos z patagońskiej prowincji Río Negro w Argentynie. Gatunek ten jest problematyczny i prawdopodobnie nie należy do rodzaju Kritosaurus, co sugerowano w obu wydaniach The Dinosauria. W 2010 roku Prieto-Márquez i Salinas zsynonimizowali go z Secernosaurus koerneri, wskazując na kombinację cech kości biodrowej i łonowej niewystępującą u innych taksonów. Według analizy filogenetycznej przeprowadzonej przez autorów secernozaur nie jest najbliższym krewnym kritozaura. Rozadilla i współpracownicy (2022) ustanowili natomiast K. australis gatunkiem typowym odrębnego rodzaju Huallasaurus.
Kolejny zwrot w historii taksonomicznej kritozaura nastąpił w 1990 roku, gdy Jack Horner i David B. Weishampel raz jeszcze rozdzielili Kritosaurus i Gryposaurus, wskazując na niepewności związane z niekompletnością czaszki. Horner w 1992 opisał jeszcze dwie czaszki z Nowego Meksyku, twierdząc, że należały do kritozaura. Pokazał, że znacznie różniły się od grypozaurzych, ale w następnym roku Adrian Hunt i Spencer G. Lucas przenieśli każdą z nich do własnego rodzaju, tworząc nazwy Anasazisaurus i Naashoibitosaurus. Nie wszyscy autorzy zgodzili się z tym, szczególnie Thomas E. Williamson bronił tezy Hornera. Co najmniej dwie nowe publikacje podtrzymują jednak zasadność wyodrębnienia osobnych rodzajów. Albert Prieto-Márquez (2013) uznał rodzaj Anasazisaurus za młodszy synonim rodzaju Kritosaurus, utrzymując jednak jego gatunek typowy A. horneri  jako odrębny gatunek w obrębie rodzaju Kritosaurus; jednocześnie autor ten uznał za zasadne utrzymanie Naashoibitosaurus jako odrębnego od Kritosaurus rodzaju.
Kości kritozaura, w tym również czaszkę, odnaleziono później także w górnokampańskiej formacji Aguja w Teksasie, co wpłynęło na poszerzenie znanego zasięgu rodzaju. Poza tym nowo odkryte szczątki z Coahuila w Meksyku mogą reprezentować nowy gatunek, o około 20% większy niż K. navajovius (około 11 metrów długości). Cechuje je osobliwie skręcona kość kulszowa. Zwierzę to byłoby więc największym dobrze udokumentowanym północnoamerykańskim hadrozaurem płaskogłowym. Kości nosowe okazu są jednak niekompletne.

## Paleoekologia

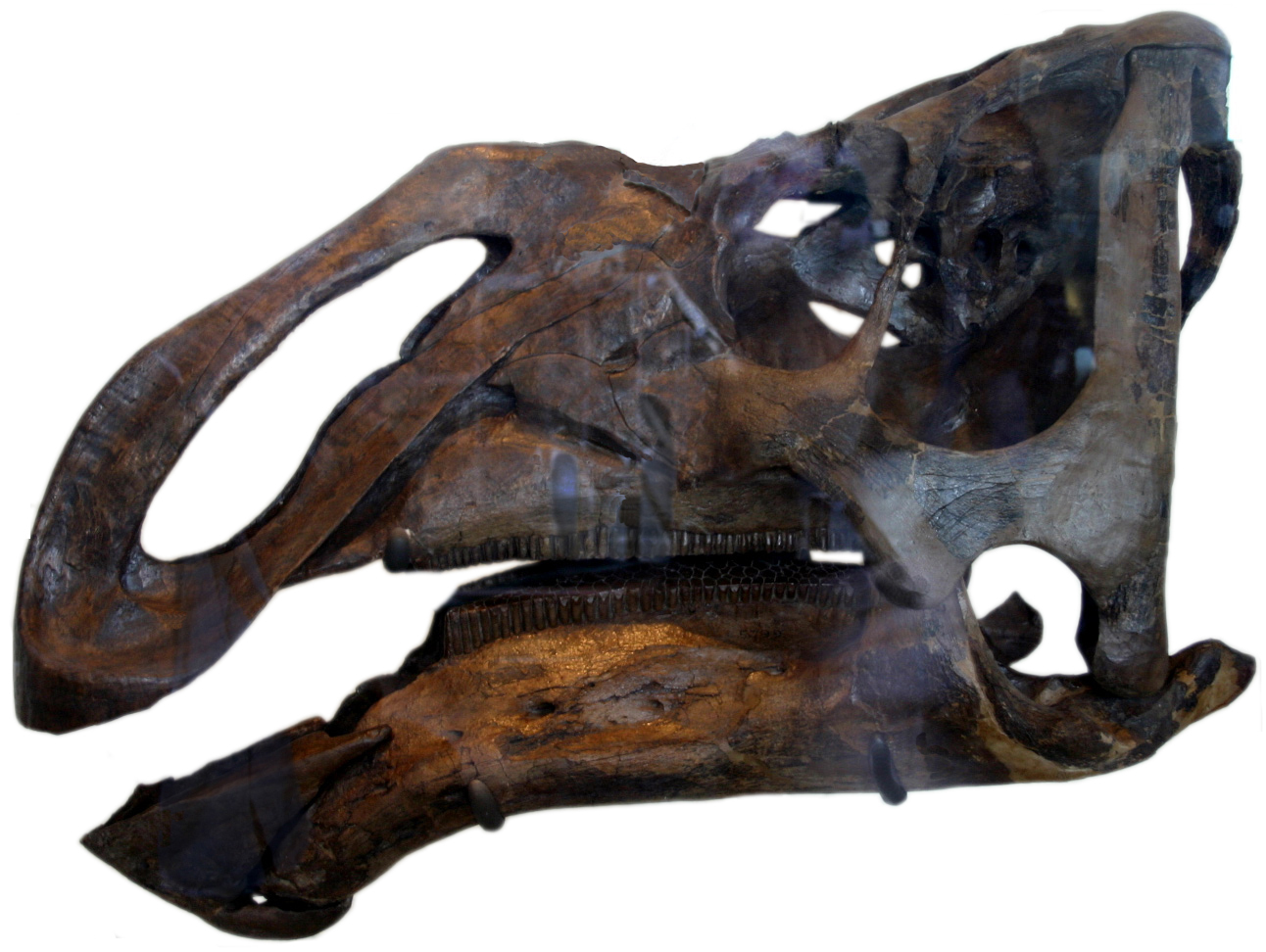
K. navajovius – czaszka, Amerykańskie Muzeum Historii Naturalnej

Materiał typowy Kritosaurus został odkryty w ogniwie De-na-zin w formacji Kirtland, datowanej na późny kampan (74–70 milionów lat temu, późna kreda). Znaleziono tam także szczątki dinozaurów należących do rodzajów Parasaurolophus, Pentaceratops, Nodocephalosaurus, Saurornitholestes oraz Bistahieversor. Osady formacji Kirtland reprezentują prawdopodobnie rzeczny obszar zalewowy powstały po cofnięciu się wód Morza Środkowego Zachodu. Wśród roślin dominowały iglaste. Pośród roślinożerców pospolitsze od hadrozaurów wydają się chasmozaury.

## Paleobiologia

### Pożywienie
Jak inne dinozaury kaczodziobe, kritozaur był dużym dwunożnym roślinożercą o specyficznej budowie czaszki pozwalającej na miażdżące ruchy przypominające żucie. Uzębienie składało się z baterii zębowych zawierających setki zębów, spośród których tylko niewielkiej części dinozaur kiedykolwiek używał. Nowe stale zastępowały zużyte. Materiał roślinny ornitopod zrywał za pomocą dzioba, w przetrzymywaniu go pomagał narząd przypominający policzki. Zwierzę mogło pożywiać się od poziomu gruntu do wysokości około 4 metrów. Nie wiadomo, czy kritozaur i Naashoibitosaurus – jeśli są one w rzeczywistości odrębnymi taksonami – żywiły się nieco innym pokarmem.

### Grzebień nosowy
Grzebień nosowy kritozaura, jakkolwiek naprawdę wyglądał, mógł spełniać różne funkcje społeczne, jak identyfikacja płci, gatunku czy statusu osobnika. Po bokach mogły się w nim znajdować napełnialne worki powietrzne grające rolę w przekazywaniu sygnałów wzrokowych i słuchowych. Kritozaur prowadził prawdopodobnie stadny tryb życia, co zapewniało mu większe bezpieczeństwo.

## W kulturze
Synonimizacja kritozaura i grypozaura trwająca od drugiej dekady do lat dziewięćdziesiątych XX wieku doprowadziła do zniekształcenia oryginalnych wizerunków obu rodzajów. Kanadyjskie szczątki były o wiele bardziej kompletne, w związku z czym większość rekonstrukcji i dyskusji w XX wieku, jak np. praca poruszająca temat zdobień czaszki autorstwa Jamesa Hopsona czy jej adaptacja dla szerszego kręgu odbiorców w The Illustrated Encyclopedia of Dinosaurs, dotyczyła bardziej grypozaura.